# Açude Saco
O Açude Saco, também conhecido como Barragem do Saco, é uma represa localizada no município de Nova Olinda, estado brasileiro da Paraíba.

## História
O açude foi construído sobre o Riacho Gravatá, na zona rural de Nova Olinda. O convênio para construção da represa foi assinado em 1985, com a obra tendo sido entregue em 1987.

## Características
A classificação do volume hidráulico acumulável, definida pelo decreto número 19 258, de 31 de outubro de 1997                 e utilizada pela Agência Executiva de Gestão das Água (AESA) para classificar os açudes na Paraíba, define o Açude Saco como sendo de grande porte, possuindo uma capacidade de acumular até 97 488 089 metros cúbicos (m3) de água.
Seus números o colocam como quinto maior açude operado pela AESA, sexta maior represa da Paraíba (em volume acumulável) e principal corpo hídrico de Nova Olinda.
| Dados climatológicos para Açude Saco | Dados climatológicos para Açude Saco | Dados climatológicos para Açude Saco | Dados climatológicos para Açude Saco | Dados climatológicos para Açude Saco | Dados climatológicos para Açude Saco | Dados climatológicos para Açude Saco | Dados climatológicos para Açude Saco | Dados climatológicos para Açude Saco | Dados climatológicos para Açude Saco | Dados climatológicos para Açude Saco | Dados climatológicos para Açude Saco | Dados climatológicos para Açude Saco | Dados climatológicos para Açude Saco |
| Mês                                  | Jan                                  | Fev                                  | Mar                                  | Abr                                  | Mai                                  | Jun                                  | Jul                                  | Ago                                  | Set                                  | Out                                  | Nov                                  | Dez                                  | Ano                                  |
| ------------------------------------ | ------------------------------------ | ------------------------------------ | ------------------------------------ | ------------------------------------ | ------------------------------------ | ------------------------------------ | ------------------------------------ | ------------------------------------ | ------------------------------------ | ------------------------------------ | ------------------------------------ | ------------------------------------ | ------------------------------------ |
| Precipitação (mm)                    | 101                                  | 170                                  | 253                                  | 196                                  | 64                                   | 29                                   | 17                                   | 6                                    | 8                                    | 12                                   | 22                                   | 59                                   | 937                                  |
| Fonte: Agência Nacional de Águas.    |                                      |                                      |                                      |                                      |                                      |                                      |                                      |                                      |                                      |                                      |                                      |                                      |                                      |